# Terrore sull'astronave
Terrore sull'astronave (Project Shadowchaser III) è un film di fantascienza del 1995 diretto da John Eyres prodotto per il mercato dell'home video. In Italia è uscito in VHS con questo titolo ed è passato in tv con il titolo Progettato per uccidere 3.
Il film è il terzo capitolo di una serie fantascientifica composta da Progettato per uccidere (Project Shadowchaser, 1992), L'ombra del cacciatore (Project Shadowchaser II, 1994) e Assedio alieno (Project Shadowchaser IV, 1996). I primi tre capitoli sono diretti da John Eyres, mentre l'ultimo da Mark Roper. Ogni film presenta una trama autonoma, non collegata agli altri, e l'unico elemento comune è la presenza dell'attore Frank Zagarino che interpreta il personaggio del cyborg.

## Trama
Un'improvvisa collisione tra una misteriosa astronave e un centro orbitante tra la Terra e Venere porta alla diffusione di un pericoloso morbo che induce gli esseri umani ad uccidersi l'un l'altro. L'equipaggio della stazione orbitante decide di esplorare la misteriosa "Siberia", una nave russa che era stata dichiarata dispersa da due anni, non immaginando che questo lo porterà a un contatto diretto con il contagio e che ogni membro potrebbe essere un pericolo per gli altri.